# Basilia hystrix
Basilia hystrix är en tvåvingeart som beskrevs av Farafonova 1998. Basilia hystrix ingår i släktet Basilia och familjen lusflugor. Inga underarter finns listade i Catalogue of Life.